# 優陀夷
優陀夷（うだい、梵語：Udaayin ウダーイ、ウダーイン、音写：鄔陀夷、烏陀夷 等他、訳：出現 等他）は、釈迦仏の弟子の一人である。また弟子中で、勧導第一の弟子と称される。

## 同名別人
仏典には、ウダーイの名前が非常に多く登場し、似た名前もあるので混同しやすい。テーラガータ（長老の詩）の689-704偈の註によると、Udaayiと呼ばれる人が3人いて、
1. 黒優陀夷（Kaaludaayi＝Laaludaayi）
2. 大優陀夷（Mahaaudaayi）
3. 優陀夷（Udaayin、本項の人）

に分けられると記されている。「長老の詩」684-704の偈の註では、2の大優陀夷は特筆する所伝が無いので割愛し、3のウダーイを第3の本項の優陀夷とし、しばしば問題を起して仏より叱責を受けたとして、経律に多く出てくるウダーイをラールダーイとする。しかしスリランカ所伝のManorathapurani（以下Mano）では、「長老の詩」のウダーイを、四無礙解を得たカールダーイ迦留陀夷とする。したがって「長老の詩」註とは一致しないなど、人物の認定が一致していないのが現状である。
また、出身や来歴、伝記上から3人のウダーイを分類すると、
1. 釈迦仏と同日に生まれ、クシャトリア出身で、かつて仏が太子の朋友で、仏が成道中に、使者をして仏を故郷カピラ城に迎えたウダーイ。「長老の偈」などはカールダーイと同一人物と見る。
2. カピラ城のバラモン種にして、仏が成道後に帰城した後に出家したウダーイ。「長老の詩」では単にウダーイとし、Manoでは彼をカールダーイとする。
3. よく問題を起していたウダーイは、パーリ語系の註釈書ではラールダーイと呼ばれている。ただし四分律や十誦律等多くの漢訳仏典で、愚悪にして常に問題を起すウダーイを迦留陀夷とする。本項以外の人物の所伝については迦留陀夷、ラールダーイ等を参照されたい。

本項の優陀夷は、2の釈迦族のカピラ城にてバラモンとして生まれたウダーイである。日が出た時に生まれたのでウダーイン（出現）と名付けられたという。後に太子が出家、成道して釈迦仏となって帰城した際に帰仏出家して、悟りを得て、仏を龍や象にたとえて讃偈を歌ったといわれる。